# Саблін Микола Павлович
Мико́ла Па́влович Са́блін  (нар. 16 квітня 1880, Миколаїв — пом. 21 серпня 1937, Париж) — російський військовий діяч, капітан 1-го рангу, контрадмірал.

## Життєпис
Народився в Миколаєві, в сім'ї капітана 1-го рангу, згодом віцеадмірала П. Ф. Сабліна (1839—1914). Рідний брат адмірала Михайла Сабліна (1869—1920).
В 1898 році закінчив Морський кадетський корпус. Служив на Далекому Сході. Учасник китайської кампанії 1900-01, російсько-японської війни 1904—05. Офіцер Гвардійського Екіпажа (з 1906). Нагороджений кількома орденами.
Вахтовим начальником КР II рангу «Алмаз» здійснив у складі ескадри З. П. Рожественського перехід на Тихий океан, де взяв участь в Цусимській битві (14.05.1905) і прориві до Владивостока.
Вахтовий начальник, потім старший офіцер (з 09.12.1911) імператорської яхти «Штандарт» (1906—1914). Флігель-ад'ютант (з 25.03.1912).
Переведений на Балтійський флот, служив старшим офіцером. Капітан 1-го рангу (у чині з 15.12.1915). З 1916 — командир імператорської яхти «Штандарт».
З початком Першої світової війни «призначений перебувати у розпорядженні Государя Імператора під час військових дій» (з 17.08.1914). У подальшому командував Окремим батальйоном, що воював на сухопутному фронті (з 26.11.1915). Входив в найближче оточення Миколи II, вважався його другом, але фактично підтримав Лютневу революцію 1917 року. 24 березня — звільнений з Балтійського флоту.
З 21 липня 1917 року — Начальник штабу Чорноморського флоту, контрадмірал. Після того, як його брат Михайло Саблін, будучи командувачем Чорноморського флоту ВМС УНР, під впливом більшовицької агітації вивів частину кораблів до Новоросійська, у червні 1918 склав з себе повноваження начальнику штабу.
У 1919 перейшов на службу до генерала А. Денікіна. Перебував у ставці ген. П. Врангеля у Криму.
У лютому 1920 евакуйований, разом з білогвардійськими військами, з Одеси. До літа 1921 року знаходився в Константинополі.
У еміграції спочатку проживав в Берліні, потім переїхав до Франції. Помер 21 серпня 1937 року в Парижі. Похований на російському цвинтарі Сент-Женев'єв-де-Буа.